# Open de Andalucía 2012
Het Open de Andalucía is een golftoernooi dat deel uitmaakt van de Europese PGA Tour. In 2012 wordt het gespeeld van 15-18 maart op de Aloha Golf Club in Málaga, waar het ook in 2007 en 2008 gespeeld werd. Het prijzengeld is € 1.000.000. Titelverdediger is Paul Lawrie, naast hem doen nog vier 'Major'-winnaars mee: Mike Weir, José María Olazabal, Michael Campbell en Rich Beem.
Gastheer/orrganisator van het toernooi is 48-jarige Miguel Ángel Jiménez, die erelid van de club is.
Hij speelt nu zijn 24ste seizoen op de Tour, en staat nummer 52 op de wereldranglijst. Hij heeft daarnaast tegenwoordig een eigen bedrijf, de MAJ Group, waarin hij ook golfbanen ontwerpt en kinderprogramma's organiseert. Ook heeft hij een golfschool in Torremolinos.
De baan van Aloha werd in 1975 geopend en staat bekend wegens de mooie natuur, waarbij de eeuwoude Johannesbroodboom die langs de fairway van hole 13 staat zeer opvallend is.

## Verslag

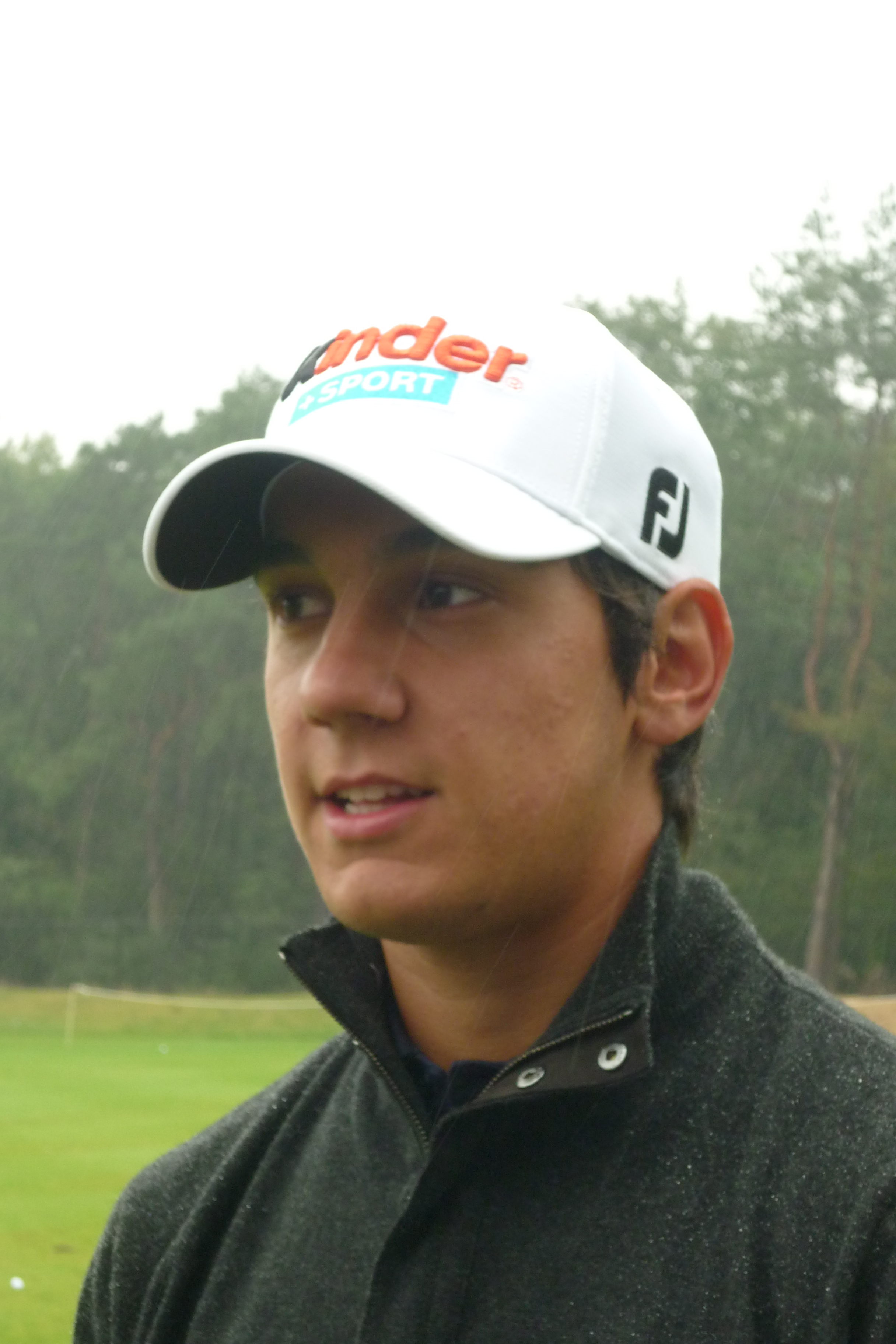
Matteo Manassero, toernooirecord met ronde van 64

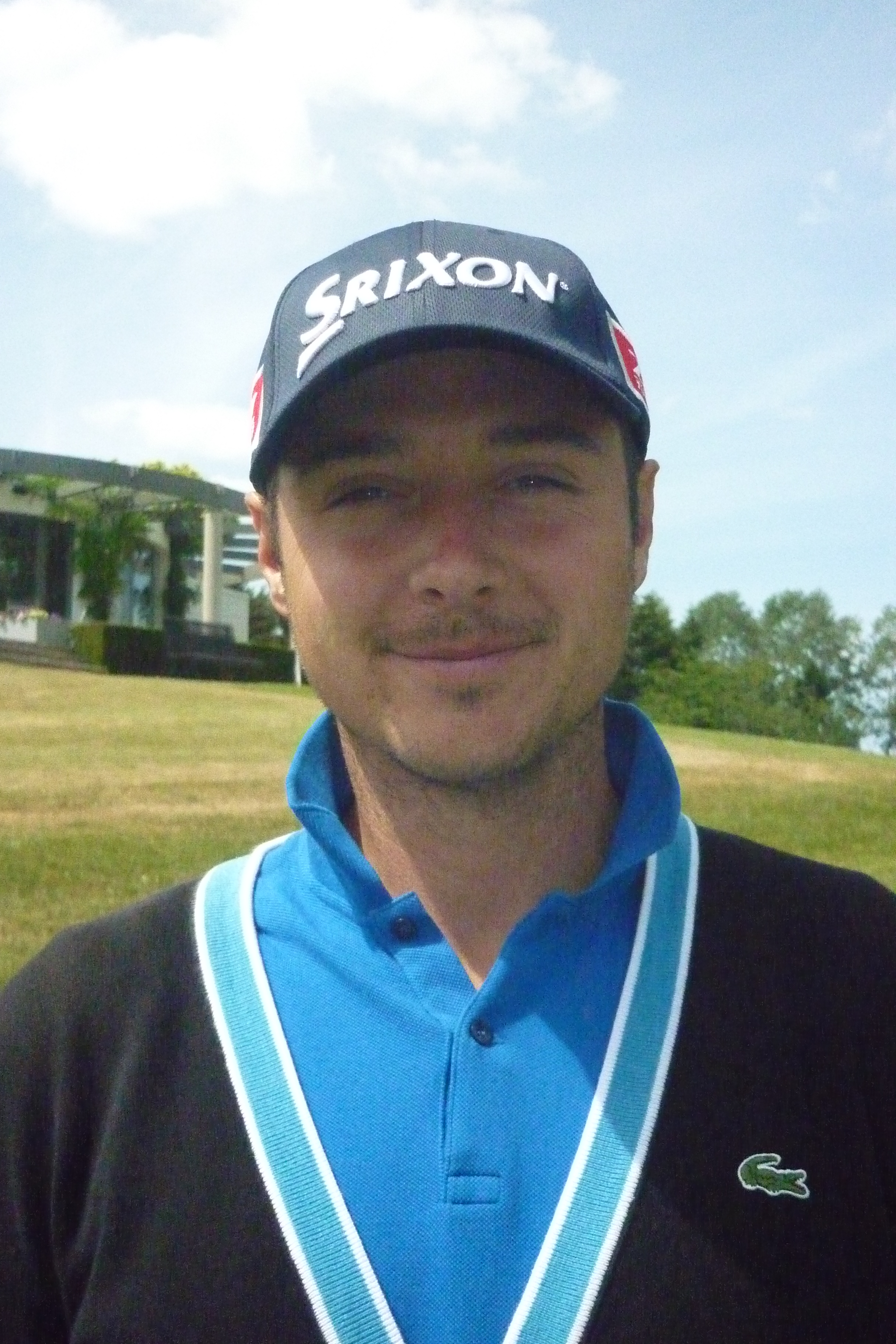
Winnaar Julien Quesne

#### Ronde 1
Van de vijf Nederlandse spelers had Joost Luiten de vroegste start. Hij kwam met een score van 72 (par) binnen, terwijl Robert-Jan Derksen en Taco Remkes pas vier holes gespeeld hadden en Wil Besseling en Reinier Saxton nog moesten starten. Derksen eindigde met -3 als beste Nederlander, Saxton en Luiten speelden par, Besseling en Remkes speelden boven par.
 De 18-jarige Matteo Manassero ging aan de leiding met -8 en heeft drie slagen voorsprong op de vijf spelers die de tweede plaats delen.

#### Ronde 2
Pablo Larrazábal speelde in de ochtendronde en kwam met -7 aan de leiding naast Manassero, die moest nog starten. Ze werden ingehaald door Eduardo de la Riva, die op -8 eindigde. Deksen, Remkes en Saxton misten de cut, Besseling en Luiten mogen het weekend spelen.

#### Ronde 3
Will Besseling en Anthony Wall maakten beiden een ronde van 70 en stegen enkele plaatsen. Joost Luiten maakte 68 en steeg bijna twintig plaatsen. Een goede ronde was van Phillip Price, die sinds het European Open in 2003 niets meer gewonnen heeft. Hij stond deze ronde even aan de leiding met -9. David Lynn, die in 2004 het KLM Open op de Hilversumsche won en die drie maanden geleden in de top-100 van de wereldranglijst kwam, schoot ook naar de top-5 van het scorebord.

#### Ronde 4
Aan het begin van de laatste negen holes deelden vier spelers met -13 de leiding: Matteo Manassero, Hennie Otto, Eduardo de la Riva en Julien Quesne, die aan het begin van de ronde nog op een gedeeld 7de plaats stond. Op hole 14 maakte Quesne een birdie, waarna hij even alleen aan de leiding stond. Manassero en Otto maakten ook een birdie zodat ze weer gelijk stonden. Op hole 15 maakte Quesne weer een birdie om met -15 de leiding terug te nemen. De la Riva had inmiddels ook -14 en deelde de 2de plaats. Nadat Quesne nog een birdie had gemaakt en Otto een bogey, was de kans op winnen voor Otto verkeken.
Quesne eindigde het toernooi op -17, hij was clubhouse leader maar er waren nog enkele spelers in de baan. De la Riva speelde in de laatste partij, hij stond op -15 en moest nog vier holes spelen. Hij eindigde met -14 op de 3de plaats. Manassero werd 2de. Voor Quesne was het de eerste overwinning op de Europese Tour.
- Leaderboard

| Naam                 | Score R1 | Score R1 | Nr  | Score R2 | Score R2 | Totaal | Nr  | Score R3 | Score R3 | Totaal | Nr  | Score R4 | Score R4 | Totaal | Nr  |
| -------------------- | -------- | -------- | --- | -------- | -------- | ------ | --- | -------- | -------- | ------ | --- | -------- | -------- | ------ | --- |
| Julien Quesne        | 68       | -4       | T7  | 72       | par      | -4     | T21 | 67       | -5       | -9     | T7  | 64       | -8       | -17    | 1   |
| Matteo Manassero     | 64       | -8       | 1   | 73       | +1       | -7     | T2  | 68       | -4       | -11    | T2  | 68       | -4       | -15    | 2   |
| Eduardo de la Riva   | 67       | -5       | T2  | 69       | -3       | -8     | 1   | 68       | -4       | -12    | 1   | 70       | -2       | -14    | 3   |
| David Lynn           | 70       | -2       | T21 | 68       | -4       | -6     | T7  | 68       | -4       | -10    | T4  | 69       | -3       | -13    | 4   |
| Hennie Otto          | 67       | -5       | T2  | 71       | -1       | -6     | T7  | 68       | -4       | -10    | T4  | 70       | -2       | -12    | T5  |
| Miguel Ángel Jiménez | 69       | -3       | T13 | 68       | -4       | -7     | T2  | 69       | -3       | -10    | T4  | 71       | -1       | -11    | T7  |
| Simon Khan           | 70       | -2       | T21 | 69       | -3       | -5     | T15 | 66       | -6       | -11    | T2  | 73       | +1       | -10    | T11 |
| Phillip Price        | 69       | -3       | T13 | 72       | par      | -3     | T31 | 66       | -6       | -9     | T7  | 71       | -1       | -10    | T11 |
| Pablo Larrazábal     | 68       | -4       | T7  | 69       | -3       | -7     | T2  | 71       | -1       | -8     | T12 | 73       | +1       | -7     | T21 |
| Damien McGrane       | 69       | -3       | T13 | 68       | -4       | -7     | T2  | 71       | -1       | -8     | T12 | 73       | +1       | -7     | T21 |
| Tommy Fleetwood      | 68       | -4       | T7  | 69       | -3       | -7     | T2  | 72       | par      | -7     | T20 | 73       | +1       | -6     | T26 |
| Anthony Wall         | 67       | -5       | T2  | 77       | +5       | par    | T60 | 70       | -2       | -2     | T51 | 68       | -4       | -6     | T26 |
| Niclas Fasth         | 67       | -5       | T2  | 73       | +1       | -4     | T21 | 72       | par      | -4     | T39 | 71       | -1       | -5     | T35 |
| Joost Luiten         | 72       | par      | T58 | 71       | -1       | -1     | T49 | 68       | -4       | -5     | T31 | 73       | +1       | -4     | T42 |
| Lloyd Kennedy        | 67       | -5       | T2  | 73       | +1       | -4     | T21 | 71       | -1       | -5     | T31 | 74       | +2       | -3     | T47 |
| Wil Besseling        | 73       | +1       | T74 | 71       | -1       | par    | T60 | 70       | -2       | -2     | T51 | 75       | +3       | +1     | 63  |
| Robert-Jan Derksen   | 69       | -3       | T13 | 76       | +4       | +1     | MC  |          |          |        |     |          |          |        |     |
| Reinier Saxton       | 72       | par      | T58 | 74       | +2       | +2     | MC  |          |          |        |     |          |          |        |     |
| Taco Remkes          | 74       | +2       | T97 | 73       | +1       | +3     | MC  |          |          |        |     |          |          |        |     |

| Leider |  | Toernooirecord |  | MC = missed cut = cut gemist |  | DQ = disqualified |

## De spelers
| - Warren Abery - Felipe Aguilar - Fredrik Andersson Hed - Matthew Baldwin - Rich Beem - Adrien Bernadet - Wil Besseling - Richard Bland - Knut Børsheim - Grégory Bourdy - Gary Boyd - Markus Brier - Rafael Cabrera Bello - Michael Campbell - Jorge Campillo - Alejandro Cañizares - Christian Cévaër - Shiv Chowrasia - Robert Coles - Federico Colombo - Rhys Davies - Carlos Del Moral - Daniel Denison - Robert-Jan Derksen - David Dixon - Andrew Dodt - Agustin Domingo - Bradley Dredge - David Drysdale - Edouard Dubois - Victor Dubuisson - Johan Edfors - Niclas Fasth - Kenneth Ferrie - Darren Fichardt - Oliver Fisher | - Tommy Fleetwood - Oscar Florén - Alastair Forsyth - Mark Foster - Marcus Fraser - Lorenzo Gagli - Stephen Gallacher - Jordi García - Ignacio Garrido - Jean-Baptiste Gonnet - Ricardo González - Tano Goya - Emiliano Grillo - Søren Hansen - Grégory Havret - Benjamin Hebert - Peter Hedblom - Michael Hoey - Keith Horne - David Horsey - Sam Hutsby - Mikko Ilonen - Raphaël Jacquelin - Miguel Jiménez (1996) - Andrew Johnston - Michael Jonzon - Lloyd Kennedy - Simon Khan - James Kingston - Jbe' Kruger - Joakim Lagergren - José Manuel Lara - Pablo Larrazábal - Paul Lawrie (2011) - Peter Lawrie - Craig Lee | - Thomas Levet (2008) - Sam Little - Shane Lowry - Joost Luiten - Mikael Lundberg - David Lynn - Matteo Manassero - Pablo Martín - Gareth Maybin - Richard McEvoy - Damien McGrane - Edoardo Molinari - Colin Montgomerie - James Morrison - Jamie Moul - George Murray - Christian Nilsson - Matthew Nixon - Thomas Nørret - Steven O'Hara - José María Olazabal - Thorbjørn Olesen - Gary Orr - Hennie Otto - Andrea Pavan - Scott Pinckney - Phillip Price - Julien Quesne - Richie Ramsay - Taco Remkes - Bernd Ritthammer - Robert Rock - Brett Rumford - Ricardo Santos - Reinier Saxton - Marcel Siem | - Jeev Milkha Singh - Joel Sjöholm - Lee Slattery - Matthew Southgate - Richard Sterne - Graeme Storm - Andy Sullivan - Simon Thornton - Jaco Van Zyl - Anthony Wall - Marc Warren - Romain Wattel - Steve Webster - Peter Whiteford - Bernd Wiesberger - Danny Willett - Chris Wood - Fabrizio Zanotti - Matthew Zions Invitaties - Oliver Wilson - Javi Colomo - Rafa Echenique - Santiago Luna - Mike Weir Nationale Order of Merit - Alvaro Velasco - Manuel Quiros - Alfredo García Heredia - Eduardo de la Riva - Carlos Rodiles - Pedro Oriol - Carl Suneson - Borja Etchart - Antonio Hortal - Adrian Otaegui |